# Романюк Віктор Володимирович
Віктор Володимирович Романюк (22 січня 1947 — 25 жовтня 2017) — радянський футболіст, нападник.

## Кар'єра гравця
Віктор Романюк народився 22 січня 1947 року. Вихованець вільногірського футболу. У 1967 році захищав кольори дніпропетровської "Сталі". 
У 1968 році перейшов до дніпропетровського «Дніпра», кольори якого захищав до 1976 року. З 1969 по 1973 роки був найкращим бомбардиром команди часів Валерія Лобановського. У 1974 році тодішній тренер дніпрян Віктор Каневський відрахував Романюка з команди, тому сезон 1974 року Віктор змушений був виступати в обласному чемпіонаті, після чого був повернутий до команди. За час, проведений у Дніпропетровську, у чемпіонатах СРСР зіграв 220 матчів та відзначився 72-ма голами. Також у 1971 році допоміг «Дніпру» вийти до вищої ліги. 
Обирався до списку 33-ох найкращих футболістів УРСР: №1 (1972), №3 (1973). У 1972 році був кандидатом до олімпійської збірної СРСР.

## По завершенні футбольної кар'єри
Останні роки проживав в цілковитій самотності. У грудні 2009 року пережив інсульт, зламав ногу в тазостегновому суглобі. Лікувався у 16-ій лікарні понад два місяці. Після проживав з племінником у Кам'янському. Помер 20 жовтня 2017 на 71-му році життя